# Giovanni Battista Velluti
 (septembre 2021).
La mise en forme du texte ne suit pas les recommandations de Wikipédia : il faut le « wikifier ».
Les points d'amélioration suivants sont les cas les plus fréquents :
- Les titres sont pré-formatés par le logiciel. Ils ne sont ni en capitales, ni en gras.
- Le texte ne doit pas être écrit en capitales (les noms de famille non plus), ni en gras, ni en italique, ni en « petit »…
- Le gras n'est utilisé que pour surligner le titre de l'article dans l'introduction, une seule fois.
- L'italique est rarement utilisé : mots en langue étrangère, titres d'œuvres, noms de bateaux, etc.
- Les citations ne sont pas en italique mais en corps de texte normal. Elles sont entourées par des guillemets français : « et ».
- Les listes à puces sont à éviter, des paragraphes rédigés étant largement préférés. Les tableaux sont à réserver à la présentation de données structurées (résultats, etc.).
- Les appels de note de bas de page (petits chiffres en exposant, introduits par l'outil «  Source ») sont à placer entre la fin de phrase et le point final[comme ça].
- Les liens internes (vers d'autres articles de Wikipédia) sont à choisir avec parcimonie. Créez des liens vers des articles approfondissant le sujet. Les termes génériques sans rapport avec le sujet sont à éviter, ainsi que les répétitions de liens vers un même terme.
- Les liens externes sont à placer uniquement dans une section « Liens externes », à la fin de l'article. Ces liens sont à choisir avec parcimonie suivant les règles définies. Si un lien sert de source à l'article, son insertion dans le texte est à faire par les notes de bas de page.
- La présentation des références doit suivre les conventions bibliographiques. Il est recommandé d'utiliser les modèles {{Ouvrage}}, {{Chapitre}}, {{Article}}, {{Lien web}} et/ou {{Bibliographie}}. Le mode d'édition visuel peut mettre en forme automatiquement les références.
- Insérer une infobox (cadre d'informations à droite) n'est pas obligatoire pour parachever la mise en page.

Pour une aide détaillée, merci de consulter Aide:Wikification.
Si vous pensez que ces points ont été résolus, vous pouvez retirer ce bandeau et améliorer la mise en forme d'un autre article.
Giovanni Battista Velluti (né à Corridonia le 28 janvier 1780, mort à Sambruson di Dolo le 22 janvier 1861) est un castrat italien. Il est considéré comme le dernier des grands castrats.

## Biographie
Giovanni Battista Velluti naît dans la Ville de Mon’Olmo aujourd’hui Corridonia en province de Macerata dans la région des Marches italiennes. Son vrai nom de famille est Stracciavelluti, plus tard changé en Velluti pour des raisons artistiques.

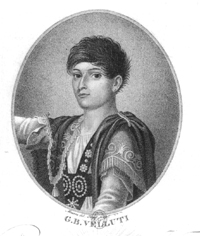
Giovanni Battista Velluti jeune.

Les circonstances de sa castration restent floues, peut-être la conséquence d'une erreur médicale, aussi parce qu'il semble que ses parents l'avaient initialement destiné à une carrière militaire.
Après une formation auprès du padre Mattei à Bologne et de l'abbé Calpi à Ravenne, ses débuts ont lieu à Forlì en 1800, et dans les années qui suivent, il se produit longtemps à Rome dans diverses œuvres, notamment pour les compositeurs Giuseppe Niccolini et Francesco Morlacchi, qui deviennent ses favoris. il débute à Naples, au San Carlo en 1803 où il crée Asteria e Teseo de Guglielmi et de Piramo e Tisbe d'Andreozzi. Il devient une des stars du chant du début du XIXe, de l'Italie jusqu'à Munich et Vienne.
Il s'est fait connaître non seulement pour ses qualités artistiques exceptionnelles, mais aussi pour ses accès caractériels même devant des personnes de haut-rang qui venaient l'écouter, comme l'empereur Napoléon, ou des compositeurs comme Gioachino Rossini.
Malgré son état, Velluti connut de nombreuses aventures érotiques, et sa relation avec une jeune noble milanaise, en 1809, provoqua un certain scandale.
Il se produit en Bavière, à Vienne et à Saint-Pétersbourg (où il devient l'amant d'une grande-duchesse de la maison Romanov[réf. nécessaire]). En 1824, il incarne le chevalier chrétien Armando dans Le Croisé en Egypte de Giacomo Meyerbeer, un rôle écrit spécialement pour lui et qui lui fit connaître un immense succès. C'est l'apogée de sa carrière.
En 1825, il se rend en Angleterre: c'est la première fois en 24 ans qu'un castrat revient se produire à Londres, et la réaction du public, dont le goût a évolué dans d'autres directions, est d'abord hostile, mais est ensuite applaudie. L'œuvre représentée fut Le Croisé en Egypte, dans laquelle la jeune Maria Malibran a également chanté. Insolite pour l'époque, pour la saison 1826, Velluti se voit confier la surintendance du théâtre de Londres : lui, qui a longtemps tenu à être renseigné sur les détails de la mise en scène des œuvres dans lesquelles il joue, il y travaille avec beaucoup de soin : il fut l'un des auteurs à insister sur l'importance de la fidélité historique dans les costumes.

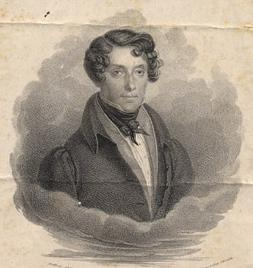
Giovanni Battista Velluti.

Cependant, sa popularité déclina rapidement, également parce que sa voix déclinait maintenant et que ses performances étaient interrompues par des incidents désagréables et des blagues ironiques du public, de sorte qu'en 1829, Velluti quitta Londres très irrité, pour ne jamais y revenir. Depuis lors, il s'est produit en public plus rarement, jusqu'à peu de temps après sa retraite complète de la scène.

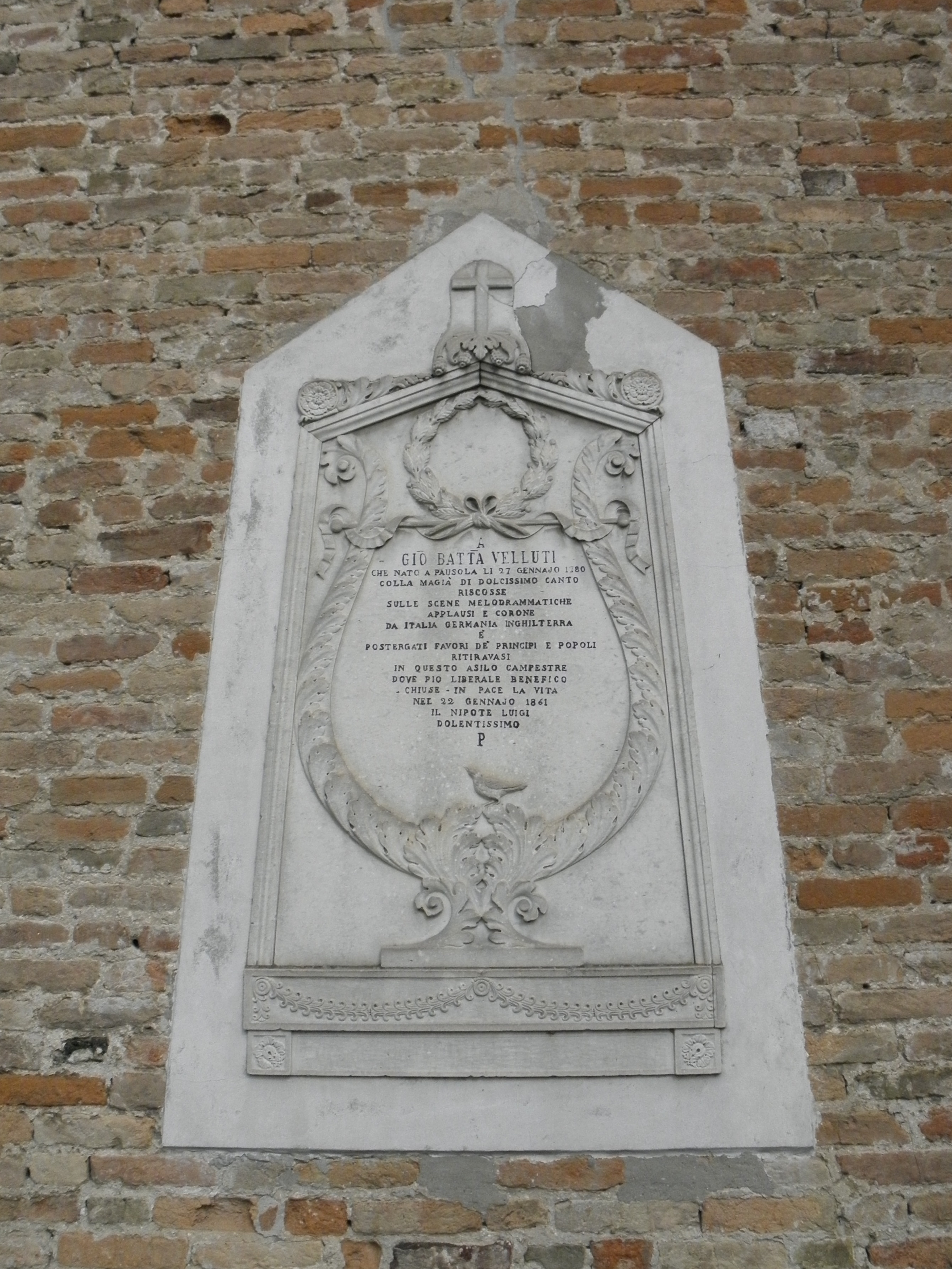
Sambruson : la plaque commémorative dédiée à Giovanni Battista Velluti placée sur le côté extérieur droit de l'église de Sant'Ambrogio.

Il s'installe à Sambruson di Dolo (VE) dans une grande demeure, autrefois grange de la villa Avogadro, qu'il avait déjà achetée en 1822. La villa est l'une des nombreuses villas vénitiennes le long de la Riviera du Brenta, mieux connue aujourd'hui sous le nom de Villa Baffo-Vezzi-Avogadro-Velluti.
À Sambruson, il acheta également des terres et commença à s'intéresser aux méthodes les plus modernes dans le domaine de l'agriculture. Il mena une vie retirée, même s'il entretenait une correspondance avec ses amis, et avec Gioachino Rossini, avec qui il s'était réconcilié en vieillissant.
À sa mort, en 1861, à l'âge de 80 ans, la nouvelle suscita un certain étonnement car personne n'imaginait qu'il fut encore en vie. En fait, sa figure était devenue le symbole d'une période de l'histoire musicale désormais définitivement révolue.
Sa ville natale, qui s'appelle aujourd'hui Corridonia, a donné son nom au théâtre Condominale (construit en 1909) et a donné son nom à une rue. Une plaque est apposée sur sa maison natale.
Une autre plaque qui lui est dédiée se trouve sur le côté droit de l'église paroissiale de Sant'Ambrogio à Sambruson, un hameau de la commune de Dolo. Une rue était également dédiée à Dolo.

## Rôles créés
- Le rôle-titre dans Coriolano de Giuseppe Nicolini (26 décembre 1808, Milan)
- Arsace dans Aureliano in Palmira de Gioachino Rossini (26 décembre 1813, Milan)
- Le rôle-titre dans Andronicus de Saverio Mercadante (26 décembre 1821, Venise)
- Tebaldo dans Tebaldo et Isolina par Francesco Morlacchi (4 décembre 1822, Venise)
- Alfonso in Alfonso et Elisa di Mercadante (26 décembre 1822, Mantoue)
- Armando d'Orville dans Le Croisé en Egypte de Giacomo Meyerbeer (7 mars 1824, Venise)